# Walter Poppe
Walter Poppe (5 marzo 1886 – 24 giugno 1952) è stato un calciatore tedesco, di ruolo centrocampista.